# Patrik Baumann
Patrik Baumann (* 29. Juli 1986) ist ein ehemaliger Schweizer Fussballspieler. Er ist gelernter Mittelfeldspieler, spielte mehr und mehr aber als rechter Verteidiger oder Innenverteidiger.

## Karriere

### Vereine
Baumann begann seine Karriere beim FC Amicitia Riehen. Danach spielte er noch für die Jugendmannschaften des FC Concordia Basel und des FC Basel, mit dem er 2004 die U18-Meisterschaft gewann. Ab 2005 spielte er für die zweite Mannschaft des FC Basel, und ein Jahr später wurde er in das Profikader befördert. Dort gewann er in der Saison 2006/07 den Schweizer Cup, kam aber in eineinhalb Jahren nur zu zwei Super-League- und drei Schweizer-Cup-Einsätzen.
Deswegen wechselte er im Januar 2008 auf Leihbasis zum FC Concordia Basel, der in der Challenge League spielte. Nach geplatzten Verhandlungen einer Vertragsverlängerung über drei Jahre beim FC Basel war Baumann aufgrund einer Fussoperation für einige Monate vereinslos. Nachdem er zu Beginn der Saison 2009/10 zunächst mit dem FC Solothurn in der drittklassigen 1. Liga gespielt hatte, unterschrieb er im Januar 2010 einen Vertrag beim SC Kriens, mit dem er wieder in der Challenge League spielte.
Zur Saison 2010/11 wechselte er zum Servette FC, mit dem er in derselben Saison in die Super League aufstieg. Im entscheidenden Barragespiel gegen die AC Bellinzona erzielte Baumann sensationell zwei Treffer zum 3:1-Sieg. Nachdem er sich als Stammspieler bei Servette in der Super League mit acht Spielen etabliert hatte, riss er sich das Kreuzband am rechten Knie. Sein Vertrag in Genf wurde aufgrund zweier Folgekomplikationen am Knie und einer dadurch eineinhalb Jahre langen Verletzungspause nicht mehr weiter verlängert und lief letztendlich am 30. November 2012 aus.
Nach einer Saison beim FC Winterthur, wo er sich nach einer fast komplett gespielten Saison zum zweiten Mal am selben Knie das Kreuzband riss, und einer kurzen Zeit danach beim SC YF Juventus kehrte der Aufstiegstorschütze am 19. Januar 2016 wieder zu Servette zurück, wo er nach einem weiteren Aufstieg in die Challenge League und viel Verletzungspech seine Profikarriere beendete.

### Nationalmannschaft
Insgesamt absolvierte Baumann fünf Spiele für die Schweizer U21-Nationalmannschaft.

## Titel und Erfolge
FC Basel
- Schweizer Cup: 2006/07

Servette FC
- Aufstieg in die Super League (zwei Treffer im entscheidenden Barragespiel)